# 常盤村 (岡山県)
常盤村（ときわむら）は、岡山県都窪郡にあった村。現在の総社市の一部にあたる。

## 地理
高梁川の中流左岸の低平地に位置していた。

## 歴史
- 1889年（明治22年）6月1日、町村制の施行により、窪屋郡三輪村、真壁村、中原村、溝口村が合併して村制施行し、常盤村が発足[1][2]。旧村名を継承した三輪、真壁、中原、溝口の4大字を編成[2]。
- 1900年（明治33年）4月1日、郡の統合により都窪郡に所属[1][2]。
- 1951年（昭和26年）大字中原に大日本紡績（ユニチカ）の工場開設[2]。
- 1954年（昭和29年）3月31日、吉備郡総社町、新本村、山田村、久代村、池田村、阿曽と合併し、市制施行し総社市を新設して廃止された[1][2]。合併後、総社市大字三輪・真壁・中原・溝口となる[2]。

## 産業
- 農業、養蚕、紡績[2]